# Episodi di Close Enough (prima stagione)
La prima stagione della serie animata Close Enough è stata interamente trasmessa negli Stati Uniti, su HBO Max, il 9 luglio 2020.
In Italia la stagione è stata interamente pubblicata su Netflix, il 14 settembre 2020.
| nº | Titolo originale   | Titolo italiano            | Pubblicazione USA | Pubblicazione Italia |
| -- | ------------------ | -------------------------- | ----------------- | -------------------- |
| 1  | Quilty Pleasures   | Mettiamoci una toppa       | 9 luglio 2020     | 14 settembre 2020    |
| 1  | The Perfect House  | La casa perfetta           | 9 luglio 2020     | 14 settembre 2020    |
| 2  | Logan's Run'd      | La fuga di Logan           | 9 luglio 2020     | 14 settembre 2020    |
| 2  | Room Parents       | I rappresentanti di classe | 9 luglio 2020     | 14 settembre 2020    |
| 3  | Skate Dad          | Papà skater                | 9 luglio 2020     | 14 settembre 2020    |
| 3  | 100% No Stress Day | 100% giornata senza stress | 9 luglio 2020     | 14 settembre 2020    |
| 4  | Prank War          | La guerra di scherzi       | 9 luglio 2020     | 14 settembre 2020    |
| 4  | Cool Moms          | Le mamme fichissime        | 9 luglio 2020     | 14 settembre 2020    |
| 5  | Robot Tutor        | Il tutor robot             | 9 luglio 2020     | 14 settembre 2020    |
| 5  | Golden Gamer       | Golden Gamer               | 9 luglio 2020     | 14 settembre 2020    |
| 6  | So Long Boys       | Addio ragazzi              | 9 luglio 2020     | 14 settembre 2020    |
| 6  | Clap Like This     | Batti così                 | 9 luglio 2020     | 14 settembre 2020    |
| 7  | First Date         | Il primo appuntamento      | 9 luglio 2020     | 14 settembre 2020    |
| 7  | Snailin' It        | La lumaca magica           | 9 luglio 2020     | 14 settembre 2020    |
| 8  | The Canine Guy     | Il ragazzo cane            | 9 luglio 2020     | 14 settembre 2020    |